# Manfred Speck
Manfred Speck (* 10. April 1946 in Neuss; † 30. Oktober 2023) war ein deutscher politischer Beamter sowie Staatssekretär (CDU).

## Leben
Manfred Speck machte eine Verwaltungsausbildung und war in verschiedenen Funktionen in der Bundesverwaltung tätig.
Er arbeitete für die CDU/CSU-Bundestagsfraktion und war während der Zeit der Deutschen Wiedervereinigung als Chef der Leitungsgruppe im Bundeskanzleramt enger Mitarbeiter von Helmut Kohl. Zuletzt war Speck als Ministerialdirektor im Bundesministerium des Innern Leiter der Abteilung Sportpolitik sowie für die Minister Rudolf Seiters und Manfred Kanther tätig. Dort organisierte er unter anderem 1992 den Staatsakt für Willy Brandt.
Anschließend war er von 1998 bis April 2000 Staatssekretär im Innenministerium des Freistaats Thüringen. Seitdem war er aktiv als selbständiger Berater für Wirtschaft, Stiftungen und Politik. 2009 nahm Speck an der 13. Bundesversammlung zur Wahl des Bundespräsidenten teil.
Manfred Speck war von 2012 bis 2021 Vorsitzender der Stiftung Bundeskanzler-Adenauer-Haus, von 2006 bis 2011 Vorsitzender der Sportstiftung NRW sowie Kuratoriumsmitglied der Kulturstiftung NRW.

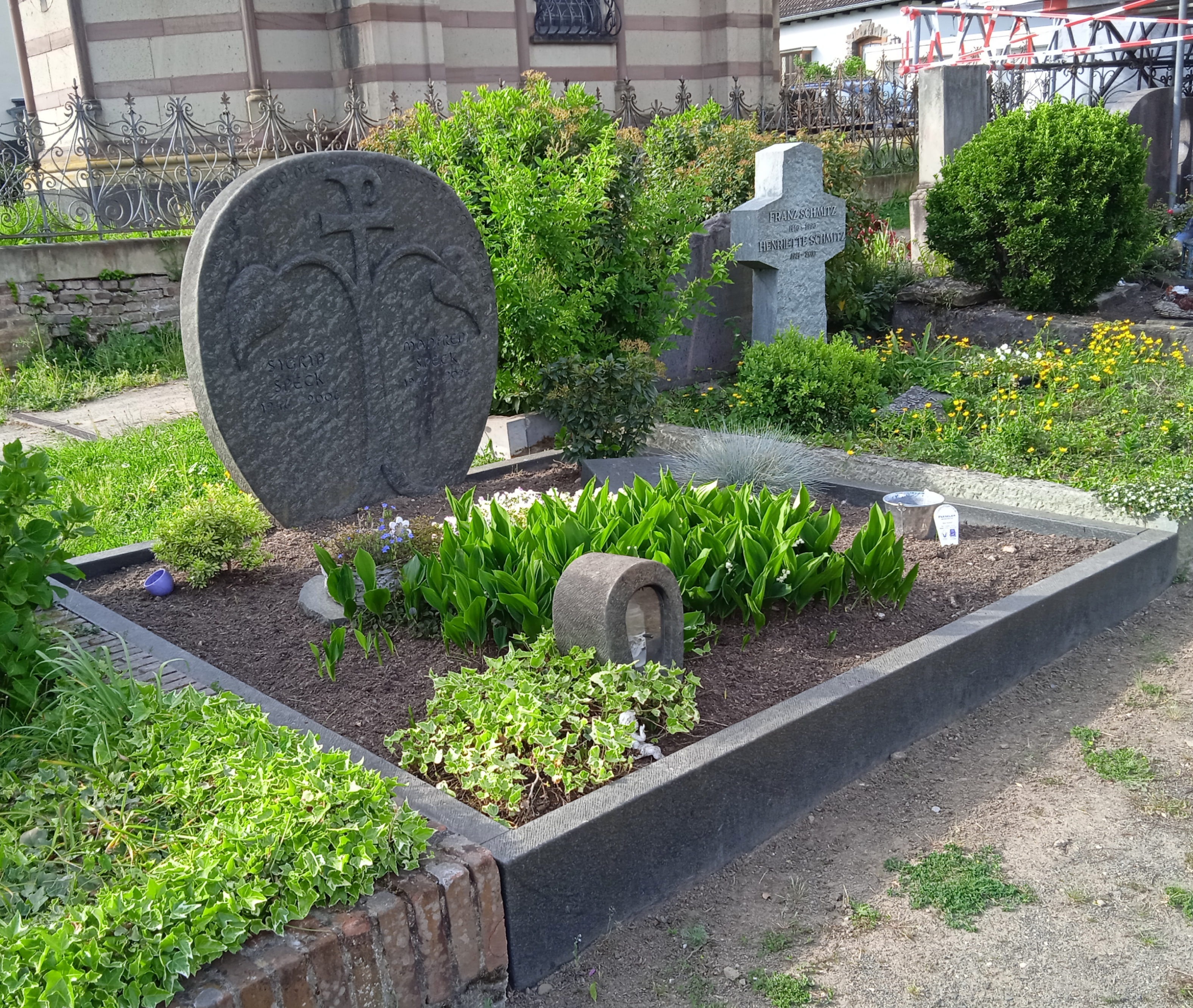
Grab von Manfred und Sigrid Speck auf dem Alten Friedhof in Bad Honnef (2025)

Speck war verheiratet und hatte eine Tochter. Seine Frau Sigrid (1946–2006) verstarb an einer Krebserkrankung und verfasste über ihre Krankheitserfahrungen ein posthum veröffentlichtes Buch. Er lebte in Bad Honnef und wurde dort auf dem Alten Friedhof beigesetzt.

## Veröffentlichungen
- Sigrid Speck: Notizen über Hoffnung und Zuversicht: 17 Jahre Leben mit Operationen, Bestrahlung und Chemotherapie. Hrsg.: Andrea Dreimüller und Manfred Speck. Frankfurt 2008, ISBN 978-3-89950-336-4.
- Ferdinand Bitz, Manfred Speck (Hrsg.): 30 Jahre Deutsche Einheit : "wir sind dabei gewesen". Lau Verlag, Reinbek 2019, ISBN 978-3-95768-205-5.